# Afrin (Fluss)
Der Afrin, arabisch عفرين, DMG ʿAfrīn, auch Nahr Afrin, kurdisch Efrîn, in seleukidischer Zeit Oinoparas, in der römischen Zeit Ufrenus, ist ein 149 Kilometer langer Fluss, der in der Türkei entspringt, den Nordwesten von Syrien durchfließt und in der türkischen Provinz Hatay in den Nahr al-Asi (Orontes) mündet.

## Geografie
Die Quellflüsse des Afrin liegen westlich von Gaziantep in den bis zu 1496 Meter hohen Kartal-Bergen und haben eine allgemein südliche Fließrichtung bis zur türkisch-syrischen Grenze. Wenige Kilometer vom Quellgebiet in Richtung Gaziantep verläuft eine nord-südliche Wasserscheide. Die Region östlich davon, die antike Landschaft Kommagene, entwässert nicht mehr ins Mittelmeer, sondern in das Tal des Euphrat. Aus demselben Berggebiet entspringt auch der Sabun-Fluss, der als größter Nebenfluss gleich unterhalb der Landesgrenze bei Nebi Huri auf der rechten Seite in den Afrin mündet. Zwischen den Quellgebieten von Afrin und Sabun liegt der durchschnittlich 1200 Meter hohe Bergrücken des Kardalar Dagh.
Die hügelige bis bergige Region nördlich und südlich der Grenze ist ein Plateau, das von zahlreichen Tälern durchschnitten wird und als Kulturlandschaft den Namen des höchsten Berges Kurd Dagh erhalten hat. Zwischen Nebi Huri und der Stadt Afrin liegen an den Felshügeln helle und graublaue Mergelschichten frei, die teilweise schiefrig sind und leicht zerfallen. Diese aus dem Eozän stammenden Lagen bilden flache Rundhügel zwischen den zahlreichen, sich verzweigenden Wadis.
In den Ebenen ist Getreideanbau möglich; wo die Hügel nicht zu steinig sind, verleihen ausgedehnte Olivenhaine der Region seit vorchristlicher Zeit ihr charakteristisches Aussehen. Die kleinen Streusiedlungen bestehen überwiegend aus einfachen Häusern und lassen keine größeren Investitionen erkennen.
Südlich der Stadt Afrin haben sich die wirtschaftlichen Verhältnisse und die Landwirtschaft deutlich verändert. Der Afrin fließt bis zum neuerlichen Übertritt in die Türkei in südlicher, später südwestlicher Richtung durch ein breites, durch tiefgründige rote Böden fruchtbares Tal. Auf den für das westsyrische Altsiedelland typischen Streifenfluren wird hier, ähnlich wie in der weiter südlich gelegenen Ghab-Ebene des mittleren Orontes, ein intensiver Bewässerungsfeldbau betrieben. Die Bewässerung erfolgt nicht aus dem Afrin, dessen Durchflussmenge in den Sommermonaten viel zu gering ist, sondern durch Dieselpumpen aus dem Grundwasservorrat. Die südlich der Stadt Afrin sich im Tal reihenden Dörfer sind (wie Basuta) von Granatapfelplantagen umgeben. Die Dörfer sind wohlhabender als diejenigen im Norden und expandieren entlang der Durchgangsstraße. Baumwolle, die viel Wasser benötigt, wird in den trockenen Sommermonaten angebaut. Die Aussaat von Baumwolle erfolgt im April, die Ernte findet im Oktober statt. Melonen, Zitrusfrüchte, Feigen, Trauben und Gemüse sind ebenfalls von großer wirtschaftlicher Bedeutung und erzielen hohe Erträge.

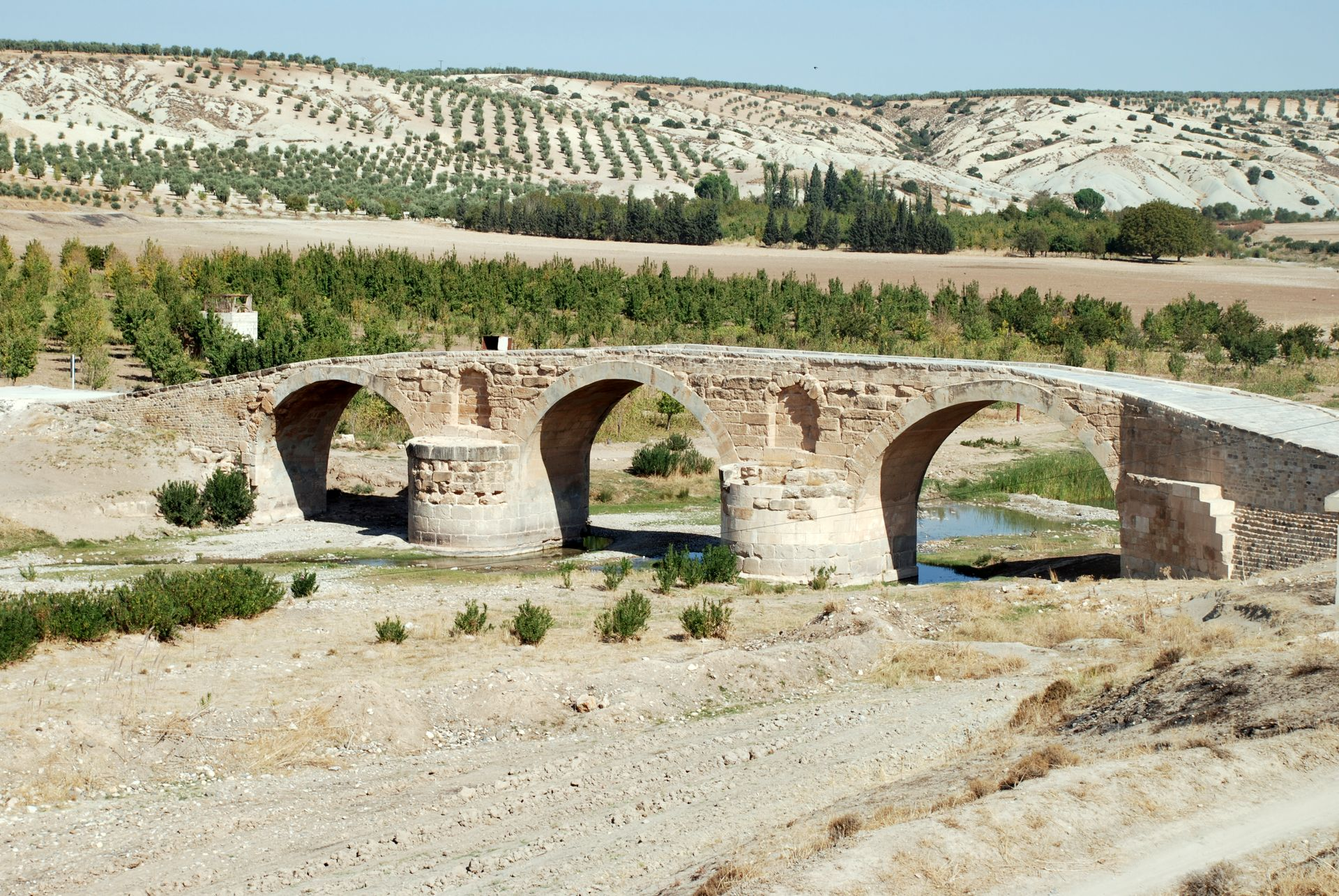
Römische Brücke aus dem 3. Jahrhundert n. Chr. an der türkischen Grenze bei Kyrrhos, heute Nebi Huri

Nach der türkischen Grenze, die der Afrin in westlicher Richtung bei Reyhanli überquert, fließt er nach wenigen Kilometern als größter Nebenfluss in den Nahr al-Asi (Orontes). Ebenfalls kurz vor Antakya mündet als weiterer und letzter Nebenfluss der Kara Su wie dieser von der rechten, nördlichen Seite ein. Beide Flüsse sind auf ihren letzten Kilometern kanalisiert. Bis Anfang des 20. Jahrhunderts speisten sie zunächst den Amik-See (türkisch: Amik Gölü, in osmanischer Zeit: Ak Deniz), bevor dieser in den Orontes entwässerte. Der See lag nordöstlich der antiken Stadt Antiochia in der Mitte der durchschnittlich 100 Meter hohen Amik-Ebene. See und Unterlauf des Afrin waren zu dieser Zeit vermutlich schiffbar. Von hier führte in römischer Zeit eine Straße durch fruchtbares landwirtschaftliches Gebiet nach Kyrrhos (das heutige Nebi Huri) und weiter bis an den Euphrat.
Der Amik-See bedeckte zusammen mit den ausgedehnten Sumpfgebieten an seinen Rändern eine Fläche von 31.000 Hektar. Er diente der Feldbewässerung und zum Fischfang; als Schutzgebiet für Zugvögel war er eines der wichtigsten Ökosysteme der Türkei. Ab den 1940er Jahren wurde damit begonnen, den See trockenzulegen, um Landfläche zum Anbau von Baumwolle zu gewinnen. Das zweite Ziel, die Ausrottung der Malaria, wurde zwar erreicht, dafür waren die Nebenfolgen beträchtlich. Zu diesen zählen die hohen Kosten für die Entwässerung, die Zerstörung eines Ökosystems und die Vernichtung der jahrhundertealten Lebensgrundlage der lokalen Bevölkerung. In den 1950er Jahren siedelten etwa 50.000 Menschen in 70 Dörfern um den See. Ihre Erwerbsquellen waren Viehzucht, Ackerbau (Getreide und Gemüse), Fischfang (bis zu 300 Tonnen pro Jahr), die Ernte von Riedgras (zum Hausbau, als Matten und Körbe zum Verkauf) und Jagd. Die endgültige Entwässerung des Seegebietes zog sich bis in die 1970er Jahre hin. Dennoch kommt es im Frühjahr häufig zu Überschwemmungen im Bereich des ehemaligen Sees. 2003 setzte eine Flut 7000 Hektar Land und Teile von Dörfern unter Wasser.

## Wassernutzung und Ökologie
Von den 149 Kilometern Gesamtlänge des Afrin liegen 68 Kilometer in Syrien. Die Durchflussmenge im Jahresmittel beträgt 227 Millionen Kubikmeter. Von allen aus der Türkei kommenden Nebenflüssen (Afrin, Kara Su und Ofor) erhält der Orontes 260 Millionen Kubikmeter Wasser. Nach einer anderen Untersuchung sind es 310 Millionen. Das Einzugsgebiet des Orontes in Syrien beträgt 21.624 Quadratkilometer, davon entfallen 19.907 Quadratkilometer auf den Orontes und 1717 Quadratkilometer auf das Afrin-Becken.
Ein geplanter Damm am Afrin soll mit einem Fassungsvermögen von 230 Millionen Kubikmeter 20.000 Hektar Land zwischen Aleppo und der türkischen Grenze bewässern. Alle Staudämme am Orontes und seinen Nebenflüssen speichern zusammen 600 Millionen Kubikmeter Wasser. Der Bau von Staudämmen verzögert sich allgemein durch anfangs ungesicherte Finanzierung und ungenügende Planung.
Ein für den Zeitraum 1995 bis 2006 geplantes türkisches Staudammprojekt ist der Reyhanli-Damm zur Bewässerung der Amik-Ebene. Erst im Juni 2009 wurde ein Vertrag zum Bau unterzeichnet. Er soll bei einem Fassungsvermögen von 460 Millionen Kubikmeter eine landwirtschaftliche Fläche von 60.000 Hektar bewässern. Probleme für den Ackerbau in der Amik-Ebene waren bisher die schweren lehmigen Böden mit einem hohen Kalkanteil, die sich schlecht entwässern. Durch die Verwendung von salzhaltigem Wasser zur Feldbewässerung ist der Salzgehalt des Bodens angestiegen und durch zu geringe Düngemittelgaben an die Baumwollmonokulturen ist der Nährstoffgehalt gesunken.